# Bill (Kill Bill)
Pour les articles homonymes, voir Bill.
Bill est l'antagoniste principal de la série cinématographique Kill Bill. Il est interprété par David Carradine.

## Histoire du personnage
Employeur de Tueur à gages sans pitié, Bill vit des meurtres qu'il commet, accompagné de ses sbires, le Détachement International des Vipères Assassines. Ils ont tous des surnoms empruntés à des espèces de vipères (vipère cuivrée, mocassin d'eau, mamba noir, serpent à sonnette et serpent de montagne). Bill est quant à lui surnommé « Charmeur de serpents ». Il fut l'un des élèves du maître d'arts martiaux Pai Mei, en Chine.
Il devient même le compagnon d'une de ses « employées », Beatrix Kiddo. Au cours d'une de ses missions meurtrières, celle-ci se rend compte qu'elle est enceinte de Bill et décide de fuir sans prévenir l'organisation, afin d'éviter que son enfant soit élevé dans un milieu de violence extrême. De son côté, Bill, croyant qu'elle a été tuée lors de sa mission, se lance à la poursuite de ceux qu'il croit être les meurtriers de sa maîtresse. Lors de ses recherches, Bill retrouve sa trace dans un coin reculé d'El Paso au Texas, alors qu'elle s'apprête à se remarier. Persuadés qu'elle les a trahis, Bill et sa bande massacrent tous les membres présents dans la chapelle, même Beatrix Kiddo, à qui il tire une balle dans la tête.
Mais celle-ci survit. Après un coma de plus de quatre ans, elle décide de se venger de ses anciens collègues, et surtout de Bill, à qui elle reproche surtout d'avoir tué son enfant en essayant de l'assassiner (elle était encore enceinte).
Elle tue tous ses anciens complices, à l'exception de Budd tué par Elle Driver. Cette dernière est laissée aveugle et blessée dans la caravane de Budd.
Beatrix Kiddo retrouve ensuite Bill et découvre avec stupéfaction que sa fille, prénommée (ou surnommée) B.B., est vivante et a été élevée par Bill, son père. Tous trois passent la soirée ensemble, mais Bill injecte ensuite à Beatrix un sérum de vérité avant de lui poser des questions. On apprend ainsi, par un flash-back, que Beatrix a décidé d'arrêter son métier d'assassin afin de protéger son enfant à naître. À la fin de leur conversation, Bill attaque Beatrix, mais celle-ci emploie une technique secrète de Pai Mei (qu'il n'a accepté d'enseigner qu'à elle) la technique des cinq points et la paume qui font exploser le cœur. Bill fait ses adieux à Beatrix, s'en va et s'écroule après cinq pas.